# Wyższa Szkoła Przedsiębiorczości im. Księcia Kazimierza Kujawskiego w Inowrocławiu

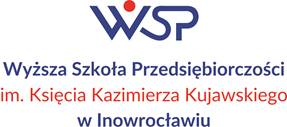
Logo Wyższej Szkoły Przedsiębiorczości w Inowrocławiu

Wyższa Szkoła Przedsiębiorczości im. Księcia Kazimierza Kujawskiego w Inowrocławiu (dawniej Toruńska Wyższa Szkoła Przedsiębiorczości) – niepubliczna szkoła wyższa, utworzona w Toruniu na podstawie Decyzji Ministra Nauki i Szkolnictwa Wyższego z dnia 22 stycznia 2009 roku. W październiku 2016 roku Uczelnia zmieniła nazwę na Wyższą Szkołę Przedsiębiorczości im. Księcia Kazimierza Kujawskiego, a w roku 2017 jej siedziba została przeniesiona do Inowrocławia.

## Charakterystyka
WSP posiada uprawnienia na przeprowadzanie studiów zawodowych, o profilu praktycznym na 3 kierunkach, w ramach których kształci na kilkunastu specjalnościach.
Do wykazu niepaństwowych uczelni zawodowych MNiSW została wpisana pod nr 354.

## Władze uczelni[2]
- Rektor – dr n. prawnych Wiesław Juchacz

## Kształcenie
Uczelnia prawno-medyczna o profilu praktycznym, oferuje możliwość podjęcia studiów I stopnia na trzech kierunkach, w ramach których kształci na kilkunastu specjalnościach:
- Administracja
- specjalności: administracja publiczna, administracja gospodarcza, administracja jednostek samorządu terytorialnego, administracja bezpieczeństwa publicznego, administracja zdrowia publicznego
- Kryminologia
- specjalności: moduł policyjny, moduł kuratorski, moduł penitencjarny, resocjalizacja, wiktymologia, patologie społeczne
- Pielęgniarstwo

Dodatkowo Uczelnia prowadzi również kształcenie na studia podyplomowe:
Zakres: administracja i prawo
- Kryminologia (studia prowadzone także w trybie on-line)
- Administracja samorządowa
- Prawo podatkowe
- Zamówienia publiczne
- Ochrona danych osobowych w praktyce

Zakres: zarządzanie/przedsiębiorczość
- Zarządzanie
- Zarządzanie kryzysowe
- Zarządzanie logistyką
- Zarządzanie transportem w przedsiębiorstwie (studia uprawniają do uzyskania Państwowego Certyfikatu Kompetencji Zawodowych)
- Zarządzanie zasobami ludzkimi

Zakres: nauki o zdrowiu
- BHP z elementami ergonomii
- Higiena i epidemiologia